# Гиль (село)
Гиль либо Хиль (азерб. Hil, лезг. Хьил, Хьлер) — лезгинское село в Гусарском районе Азербайджана. До 1934 года являлось административным центром Гильского района.
Расположено в 12 километрах от административного центра района Гусара.

## История
В древности на территории современного государства Азербайджана существовал обычай превращение могил праведников и проповедников в места для поклонений, которые называли пирами. В таких местах растут деревья, которые, по мнению предков, обладают сверхъестественной силой. По-прежнему люди со всего Азербайджана посещают многочисленные пиры, веря, что если завязать на дерево ленточку, а затем отдать дань хранителю пира, можно загадать желание или излечиться. Пиры в селе сейчас называют «святым деревом».
Как считает писатель Юсуф Гаджиев, село могло быть основано во времена существования на территории Азербайджана Кавказской Албании. В качестве доказательства приводится древнее трёхкилометровое кладбище того времени.
В селе Гиль пиры, основанные предположительно в IX — веках, образуют треугольник, который трактуется местными жителями, как что-то символическое.
На одном из холмов расположена двухсотлетняя мечеть. 

## Сихилы
Къуьсуьяр — потоки Каса (одно из племен Кавказской Албани), 
Эрбханар— потомки Эрбхана, 
БакIияр — потомки Баки (одно из племен Кавказской Албани),
Багъар— потомки Бага (одно из племен Кавказской Албани), 
Ваданар — потомки Вадана, 
Шебеяр — потомки Шебе, 
Мерзагъар — потомки Мерзаха,
Нарояр — потомки Наро, 
КIаркIарар— потомки Гаргара (один из крупных племен Кавказской Албани), 
Какамар — потомки Гогама, 
Къарагадаяр— потомки Карагада, 
Муч1ар — потомки МучIа(Моцы), 
Къарчугьаяр — потомки Горчуха, 
ШайтIар — потомки Шата (одно из племен Кавказской Албани), 
Фекьияр— распространяющие религию, 
Ойварзар — потомки Ойварза,
КалацIар— потомки Калаца.
.

## Известные личности
Абрек Ярали - имам, абрек и один из предводителей горцев при Кубинском газавате (1837-1838) против царских войск.

## Сельское хозяйство
Село Хиль давно славится своими сельскохозяйственными культурами. Раньше самой популярной здесь считалась профессия агронома. Хильцы выращивают в своих садах фрукты, орехи, но ландшафт края позволяет им так же заниматься животноводством. Но после того, как распались колхозы, хозяйство села вскоре пришло в упадок. Только после того, как в 1999 году земля была отдана в пользование крестьянам, сельское хозяйство начало возрождаться.